# Couroupita subsessilis
Couroupita subsessilis é uma árvore da família das  Lecythidaceae), nativa do norte do Brasil e do Peru.